# Babindub
Babindub je mjesto u Zadarskoj županiji, administrativno pripada pod upravu grada Zadra. 

## Stanovništvo
Prema popisu stanovništva iz 2011. godine, naselje je imalo 31 stanovnika.
| broj stanovnika |       |       | 8     | 5     | 8     | 12    |       | 32    | 6     | 53    | 21    | 31    | 20    | 33    | 8     | 31    | 31    |
|                 | 1857. | 1869. | 1880. | 1890. | 1900. | 1910. | 1921. | 1931. | 1948. | 1953. | 1961. | 1971. | 1981. | 1991. | 2001. | 2011. | 2021. |

## Promet
Nalazi se sjeverno od zapadnog odvojka autoceste A1 (autoceste Zagreb-Split), koji vodi do Gaženice, kod petlje gdje se državna cesta D502, koja prolazi ovim mjestom, spaja s tim odvojkom. Zračna luka Zadar je nekoliko km istočno.